# Reichsnährstand
El Reichsnährstand (Departamento Nutricional del Reich) era un organismo gubernamental creado en la Alemania nazi para regular la producción de alimentos.

## Fundación
El Reichsnährstand fue fundado por el Reichsnährstandsgesetz (decreto) del 13 de septiembre de 1933; fue dirigido por R. Walther Darré.

## Políticas y consecuencias
El Reichsnährstand tenía autoridad legal sobre todos los involucrados en la producción y distribución agrícolas. Intentó intervenir el mercado de productos agrícolas, utilizando un complejo sistema de pedidos, controles de precios y prohibiciones, a través de asociaciones regionales de comercialización. En virtud de la "Ley de explotaciones agrícolas hereditarias de 1933" (Reichsnährstandsgesetz), los agricultores estaban obligados a quedarse con sus tierras ya que la mayoría de las tierras agrícolas no podían venderse. La ley fue promulgada para proteger y preservar las propiedades hereditarias más pequeñas de Alemania que no tenían más de 308 acres. Por debajo de esa superficie, las tierras agrícolas "no se pueden vender, dividir, hipotecar o ejecutar por deudas". Juntas de marketing similares a cárteles fijaban precios, regulaban los suministros y supervisaban casi todas las facetas en la dirección de la producción agrícola en las tierras de cultivo. Además de decidir qué semillas y fertilizantes se aplicarían a las tierras de cultivo, el Reichsnährstand aseguró la protección frente a la venta de alimentos importados en el extranjero dentro de Alemania y estableció una "moratoria sobre los pagos de la deuda".
A medida que aumentaba el alcance y la profundidad del control de los nacionalsocialistas sobre la agricultura, la producción de alimentos y el nivel de vida rural declinaban. En el otoño de 1936, Alemania comenzó a experimentar una escasez crítica de alimentos y bienes de consumo, a pesar del gasto de miles de millones de Reichsmarks en subsidios a los precios para los agricultores. Los alemanes incluso fueron sometidos al racionamiento de muchos de los principales bienes de consumo, incluidos "productos, mantequilla y otros consumibles". Además de la escasez de alimentos, Alemania comenzó a sufrir una pérdida de trabajadores agrícolas, donde hasta 440.000 agricultores habían abandonado la agricultura entre 1933 y 1939.

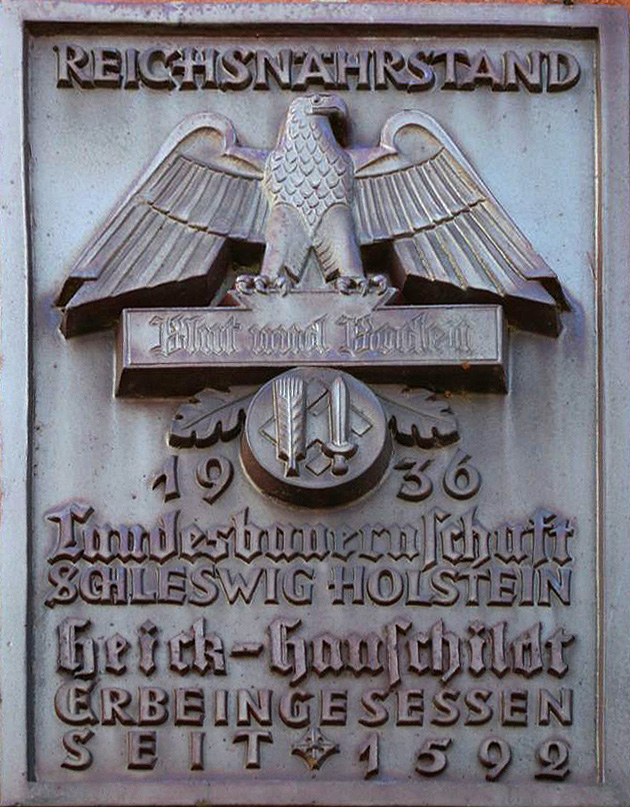
Placa del Reichsnährstand en Schleswig-Holstein.

El argumento del Reichsnährstand de que Alemania "necesitaba" 7-8 millones de hectáreas adicionales de tierras agrícolas, y que la consolidación de las granjas existentes desplazaría a muchos agricultores existentes que necesitarían trabajar nuevas tierras, influyó en la decisión de Hitler de invadir la Unión Soviética.